# KNVB Beker 2007/08 (amateurs)
Het seizoen 2007/08 van de KNVB Beker voor amateurs was de 28e editie in deze opzet van deze Nederlandse voetbalcompetitie met als inzet de KNVB Beker voor amateurs en een plek in de Super Cup voor amateurs. In de strijd om deze beker spelen de winnaars van de districtsbekers. Het toernooi werd georganiseerd door de Koninklijke Nederlandse Voetbalbond (KNVB).
De landelijk spelende zaterdag- en zondagclubs in de Hoofdklasse namen in hun eigen district deel aan het toernooi.
De titelhouder was Türkiyemspor (West-I) dat in de derde ronde werd uitgeschakeld (1-4) door de nieuwe fusieclub FC Breukelen. De Zuid-Hollandse club Rijnsburgse Boys (West-II) won de beker door in de finale het Gelderse Achilles '29 (Oost) uit Groesbeek met 2-0 te verslaan.
De clubs die de halve finales in de districtsbeker bereikten, plaatsten zich hiermee tevens voor het KNVB Bekertoernooi van het seizoen 2008/09.

## Districtbekers
De KNVB heeft Nederland opgedeeld in zes districten: Noord, Oost, West I, West II, Zuid I en Zuid II.
Opzet
In elk district werd er begonnen in een poule van vier clubs. De winnaar (en in sommige districten ook de nummer twee) gingen door naar de knock-outfase. Daarna werden in sommige districten tussenrondes gespeeld om het aantal clubs terug te brengen naar een aantal om knock-outrondes te spelen (bijvoorbeeld 64 of 128). In andere districten werden enkele clubs vrijgeloot en gingen zo rechtstreeks door naar de volgende ronde.
De zes districtsbekerkampioenen streden in de landelijke eindfase om de KNVB Beker voor amateurs. Vier clubs streden in de kwartfinale om twee plaatsen in de halve finale, twee clubs kregen direct toegang tot de halve finale, waarin zij een uitwedstrijd speelden.
| Datum           | Thuisclub     | Uitslag     | Uitclub       |
| Kwartfinale     | Kwartfinale   | Kwartfinale | Kwartfinale   |
| --------------- | ------------- | ----------- | ------------- |
|                 | VV ASVB       | 1-0         | SC Erica      |
|                 | Be Quick 1887 | 1-1 ns      | WKE           |
|                 | Eems Boys     | 4-1         | DIO Groningen |
|                 | VV Hoogeveen  | 3-2         | Oranje Nassau |
| Halve finale    |               |             |               |
|                 | Be Quick 1887 | 2-1         | Eems Boys     |
|                 | VV ASVB       | 0-2         | VV Hoogeveen  |
| Finale in Emmen |               |             |               |
| 25 mei          | Be Quick 1887 | 0-3         | VV Hoogeveen  |

| Datum                | Thuisclub     | Uitslag      | Uitclub        |
| Kwartfinale          | Kwartfinale   | Kwartfinale  | Kwartfinale    |
| -------------------- | ------------- | ------------ | -------------- |
|                      | Achilles '29  | 2-0          | SV Vaassen     |
|                      | Vv de Bataven | 5-0          | WHC            |
|                      | VV Glanerbrug | 2-2 ns (7-6) | Quick'20       |
|                      | SVZW          | 2-4          | Sparta Nijkerk |
| Halve finale         |               |              |                |
| 01 mei               | Achilles '29  | 1-1ns        | Sparta Nijkerk |
| 01 mei               | Vv de Bataven | 0-3          | VV Glanerbrug  |
| Finale in Glanerbrug |               |              |                |
| 28 mei               | VV Glanerbrug | 1-2 nv       | Achilles '29   |

| Datum        | Thuisclub     | Uitslag     | Uitclub         |
| Kwartfinale  | Kwartfinale   | Kwartfinale | Kwartfinale     |
| ------------ | ------------- | ----------- | --------------- |
| 29 april     | HVV Hollandia | 1-6         | HVV Hollandia-2 |
| 01 mei       | SV Spakenburg | 1-2         | SMVC Fair Play  |
| 01 mei       | FC Purmerend  | 0-4         | AFC Ajax        |
| 01 mei       | Zwaluwen '30  | 3-3 ns      | DWV             |
| Halve finale |               |             |                 |
| 07 mei       | AFC Ajax      | 1-1 wns     | SMVC Fair Play  |
| 07 mei       | DWV           | 2-2 ns      | HVV Hollandia-2 |
| Finale       |               |             |                 |
| 17 mei       | AFC Ajax      | 3-1 nv      | HVV Hollandia-2 |

| Datum               | Thuisclub        | Uitslag     | Uitclub                 |
| Kwartfinale         | Kwartfinale      | Kwartfinale | Kwartfinale             |
| ------------------- | ---------------- | ----------- | ----------------------- |
|                     | Vv SHO           | 6-0         | SC Feyenoord (amateurs) |
|                     | FC Lisse         | 1-3         | Quick Boys-2            |
|                     | vv Capelle       | 2-2 ns      | Rijnsburgse Boys        |
|                     | Ter Leede        | 1-1 ns      | XerxesDZB (zon.)        |
| Halve finale        |                  |             |                         |
| 12 mei              | Quick Boys-2     | 7-1         | XerxesDZB               |
| 17 mei              | Rijnsburgse Boys | 2-2 ns      | Vv SHO                  |
| Finale in Noordwijk |                  |             |                         |
| 24 mei              | Rijnsburgse Boys | 2-0         | Quick Boys-2            |
|                     |                  |             |                         |
| Finale cat. 2       |                  |             |                         |
| 24 mei              | LV Roodenburg    | 4-0         | TAVV                    |

| Datum                               | Thuisclub     | Uitslag     | Uitclub        |
| Kwartfinale                         | Kwartfinale   | Kwartfinale | Kwartfinale    |
| ----------------------------------- | ------------- | ----------- | -------------- |
| 22 maart                            | Achilles Veen | 3-2         | Theole         |
| 22 maart                            | RKVVO         | 2-1         | VV UNA         |
| 24 maart                            | GVV Unitas    | 2-2 ns      | VV Terneuzen   |
| 08 april                            | VV Baronie    | 9-0         | VV Steenbergen |
| Halve finale                        |               |             |                |
| 06 mei                              | RKVVO         | 2-0         | Achilles Veen  |
| 10 mei                              | GVV Unitas    | 3-1         | VV Baronie     |
| Finale in Waalwijk (terrein VV RWB) |               |             |                |
| 24 mei                              | GVV Unitas    | 5-2         | RKVVO          |

| Datum          | Thuisclub      | Uitslag      | Uitclub          |
| Kwartfinale    | Kwartfinale    | Kwartfinale  | Kwartfinale      |
| -------------- | -------------- | ------------ | ---------------- |
| 04 mei         | EHC            | 1-1 ns       | FC Vinkenslag    |
| 04 mei         | VV Gemert      | 4-1          | RKVV Volharding  |
| 04 mei         | Wilhelmina '08 | 1-1 ns       | RKSV Groene Ster |
| 04 mei         | SV Blerick     | 1-1 ns       | RKSV Schijndel   |
| Halve finale   |                |              |                  |
| 23 april       | VV Gemert      | 2-1          | RKSV Schijndel   |
| 08 mei         | EHC            | 1-2          | RKSV Groene Ster |
| Finale in Nuth |                |              |                  |
| 25 mei         | VV Gemert      | 1-1 ns (6-5) | RKSV Groene Ster |

## Landelijke beker

### Kwartfinale
Van de zes districtswinnaars werden twee clubs vrijgeloot, deze clubs speelden in de halve finale een uitwedstrijd.

### Halve finale
De in de kwartfinale vrijgelote clubs speelden in de halve finale een uitwedstrijd.

### Finale
1980/81 · 1981/82 · 1982/83 · 1983/84 · 1984/85 · 1985/86 · 1986/87 · 1987/88 · 1988/89 · 1989/90 · 1990/91 · 1991/92 · 1992/93 · 1993/94 · 1994/95 · 1995/96 · 1996/97 · 1997/98 · 1998/99 · 1999/00 · 2000/01 · 2001/02 · 2002/03 · 2003/04 · 2004/05 · 2005/06 · 2006/07 · 2007/08 · 2008/09 · 2009/10 · 2010/11 · 2011/12 · 2012/13 · 2013/14 · 2014/15 · 2015/16 · 2016/17 · 2017/18 · 2018/19 · 2019/20 · 2020/21 · 2021/22 · 2022/23 · 2023/24 · 2024/25 · 2025/26